# I'm the One (Gerry and the Pacemakers)
"I'm the One" is een nummer van de Liverpudlian-band Gerry and the Pacemakers, uitgebracht als single in januari 1964. Het was een top 10-hit in het Verenigd Koninkrijk en haalde ook de hitlijsten in de VS.

## Release
In 1963 werden Gerry and the Pacemakers de eerste groep die de Britse hitlijsten aanvoerde met hun eerste drie singles. Voor hun vierde single besloten ze een nummer uit te brengen, geschreven door leadzanger Gerry Marsden. Het slaagde er echter niet in hun hitlijstenreeks voort te zetten, aangezien het in alle grote Britse hitlijsten werd overschaduwd door een andere Liverpoolse groep, the Searchers met "Needles and Pins". Hoewel Gerry and the Pacemakers in het Verenigd Koninkrijk slechts twee top 10-hits scoorden ("Don't Let the Sun Catch You Crying" en "Ferry Cross the Mersey"), boekten ze wel enig succes in Noord-Amerika als onderdeel van de British Invasion; hoewel "I'm the One" het in de VS niet zo goed deed. Het nummer haalde de Cash Box Top 100 niet en bereikte slechts nummer 82 in de Billboard Hot 100.